# Libertas Trogylos Basket 1996-1997
La stagione 1996-1997 della Libertas Trogylos Basket è stata l'undicesima consecutiva disputata in Serie A1 femminile.
Sponsorizzata dall'Isab Energy, la società siracusana si è classificata al settimo posto nella massima serie ed è uscita nei quarti di finale dei play-off contro Vittuone.

## Verdetti stagionali
Competizioni nazionali
- Serie A1:

stagione regolare: 7º posto su 12 squadre (10-12);
play-off: eliminata nei quarti da Schio (0-2).
- Coppa Italia:

eliminata in semifinale da Parma (2-1).

## Rosa
| Giocatrici |
| ---------- |

| N° | Naz.                   | Ruolo | Sportivo          | Anno | Alt. |  |
| -- | ---------------------- | ----- | ----------------- | ---- | ---- |  |
|    | Stati Uniti (bandiera) | C     | Rhonda Mapp       | 1969 | 188  |  |
|    | Lettonia (bandiera)    | AC    | Diāna Skrastiņa   | 1972 | 187  |  |
|    | Italia (bandiera)      | PG    | Susanna Bonfiglio | 1974 | 178  |  |
|    | Italia (bandiera)      | A     | Angela Arcangeli  | 1971 | 180  |  |
|    | Italia (bandiera)      | G     | Giovanna Granieri | 1974 | 170  |  |
|    | Italia (bandiera)      |       | Paola Piatta      | 1965 |      |  |
|    | Italia (bandiera)      | C     | Pina Tufano       | 1965 | 201  |  |
|    | Italia (bandiera)      | P     | Rita La Rosa      | 1976 | 174  |  |
|    | Italia (bandiera)      | G     | Sofia Vinci       | 1966 | 175  |  |
|    | Italia (bandiera)      | C     | Tania Ferrazza    | 1974 | 196  |  |

| Staff tecnico             |
| ------------------------- |
| Allenatore: Santino Coppa |

| Giocatrici cedute a stagione in corso |
| ------------------------------------- |

| N° | Naz.                   | Ruolo | Sportivo   | Anno | Alt. |  |
| -- | ---------------------- | ----- | ---------- | ---- | ---- |  |
|    | Stati Uniti (bandiera) | A     | Pat Luckey | 1975 | 183  |  |

## Statistiche
| Giocatrice | Gare | Punti | Minuti | Tiri da due | Tiri da due | Tiri da due | Tiri da tre | Tiri da tre | Tiri da tre | Tiri liberi | Tiri liberi | Tiri liberi | Rimbalzi | Rimbalzi | Palle | Palle | Assist | Val. |
| Giocatrice | Gare | Punti | Minuti | R           | T           | %           | R           | T           | %           | R           | T           | %           | O        | D        | P     | R     | Assist | Val. |
| ---------- | ---- | ----- | ------ | ----------- | ----------- | ----------- | ----------- | ----------- | ----------- | ----------- | ----------- | ----------- | -------- | -------- | ----- | ----- | ------ | ---- |
| Mapp       | 19   | 367   | 639    | 147         | 246         | 59,8        | 3           | 9           | 33,3        | 64          | 83          | 77,1        | 59       | 131      | 55    | 41    | 6      | 425  |
| Skrastinia | 22   | 313   | 786    | 94          | 186         | 50,5        | 4           | 18          | 22,2        | 113         | 143         | 79,0        | 23       | 38       | 54    | 32    | 3      | 219  |
| Bonfiglio  | 22   | 297   | 564    | 93          | 180         | 51,7        | 2           | 10          | 20,0        | 105         | 130         | 80,8        | 15       | 50       | 38    | 59    | 7      | 270  |
| Arcangeli  | 22   | 221   | 600    | 84          | 157         | 53,5        | 4           | 15          | 26,7        | 41          | 55          | 74,5        | 6        | 44       | 44    | 34    | 0      | 163  |
| Granieri   | 22   | 90    | 576    | 14          | 40          | 35,0        | 13          | 49          | 26,5        | 23          | 32          | 71,9        | 4        | 25       | 35    | 33    | 4      | 50   |
| Piatta     | 20   | 67    | 457    | 28          | 70          | 40,0        | 3           | 8           | 37,5        | 2           | 4           | 50,0        | 21       | 35       | 18    | 10    | 2      | 68   |
| Tufano     | 12   | 56    | 280    | 23          | 49          | 46,9        | 1           | 1           | 100,0       | 7           | 13          | 53,8        | 10       | 28       | 8     | 7     | 0      | 61   |
| La Rosa    | 19   | 48    | 238    | 13          | 27          | 48,1        | 4           | 20          | 20,0        | 10          | 13          | 76,9        | 4        | 11       | 17    | 22    | 1      | 36   |
| Vinci      | 13   | 36    | 232    | 5           | 15          | 33,3        | 4           | 12          | 33,3        | 14          | 19          | 73,7        | 3        | 12       | 12    | 9     | 1      | 26   |
| Luckey     | 1    | 7     | 14     | 3           | 5           | 60,0        | 0           | 1           | 0,0         | 1           | 1           | 100,0       | 1        | 1        | 1     | 0     | 0      | 5    |
| Ferrazza   | 8    | 2     | 64     | 1           | 6           | 16,7        | 0           | 0           |             | 0           | 0           |             | 1        | 6        | 8     | 4     | 0      |      |